# Rasclet de flancs rogencs
El rasclet de flancs rogencs (Laterallus melanophaius) és una espècie d'ocell de la família dels ràl·lids (Rallidae) que habita pantans, boscos i praderies de la zona Neotropical, des del sud-est de Colòmbia, Veneçuela, Guyana i Surinam, cap al sud, a través de l'est del Perú, Bolívia i Amazònia del Brasil, fins al Paraguai, Uruguai i nord de l'Argentina.